# 军人保障标识牌
军人保障标识牌，是中国人民解放军集军人保障卡、电子伤票、身份标识等等应用于一体的标识牌，是中国人民解放军军人平时和战时辨别身份的标识。

## 简介
2013年11月，经中央军委批准，中国人民解放军总后勤部（2016年深化国防和军队改革中改为中央军委后勤保障部）启动了军人保障标识牌的研制工作。2015年4月，组织了军人保障标识牌原型系统在中国人民解放军陆军某部试验试用，军地科研单位及试验部队制定了《军人保障标识牌部队试验试用大纲》。2017年初，中央军委后勤保障部组织在海军、空军、火箭军部队全面试验试用军人保障标识牌系统。此次全面试验试用的重点是：试勤务应用、试数据建设、试技术实现、试制度机制。
军人保障标识牌系统的研制工作主要包括：（1）研制军人保障标识牌；（2）扩充军队人员基础数据库；（3）研发军人保障标识牌信息系统；（4）制定军人保障标识牌配套制度。
军人保障标识牌重点有6项功能：（1）保留军人保障卡“依卡管理、凭卡供应”的功能；（2）身份认证和人员全域管理；（3）保障需求感知；（4）战场人员呼救、搜索和救治；（5）遗骸辨认；（6）保障业务协同。
军人保障标识牌系统由主牌、无源副牌、有源副牌、应用系统组成。其中，主牌及无源副牌由金属牌构成，刻有所属人姓名、血型、军衔、编号；副牌内部含有芯片，可以存储和读取身份等救治信息。有源副牌的外形像腕表，可测心律、发呼救信号及需补充物资的信息；应用系统是外形像手机的手持机，可接收和定位呼救信号。